# Vlag van Boyacá

Vlag van Boyacá

De vlag van Boyacá bestaat uit vijf horizontale banen in de kleurencombinatie groen-wit-rood-wit-groen. De groene en witte banen nemen elk een zesde van de hoogte in; de middelste baan twee zesde. En een wit eikenblad in het midden van de rode baan. De vlag is sinds 5 juni 2008 in gebruik. Tussen 6 augustus 1968 en 5 juni 2008 gebruikt was de vlag zonder eikenblad.
De kleuren in de vlag hebben elk een symbolische betekenis. Groen staat voor hoop, oprechte vriendschap, geloof en de vruchtbaarheid van de bodem. Wit symboliseert de band tussen de inwoners van Boyacá en het grondgebied van het departement en ook de wil om de eenheid van Boyacá te bewaren. Rood staat voor degenen die op de velden van Boyacá hun leven opofferden voor de vrijheid van Colombia en Amerika. Het eikenblad symboliseert de afkomst, het karakter en de kracht van het Boyacá-ras.

Voorgaande vlag (1968-2008)